# Butyny (gmina)
Butyny – dawna gmina wiejska w powiecie żółkiewskim województwa lwowskiego II Rzeczypospolitej. Siedzibą gminy były Butyny.
Gminę utworzono 1 sierpnia 1934 r. w ramach reformy na podstawie ustawy scaleniowej z dotychczasowych gmin wiejskich: Biesiady, Butyny, Dworce, Lubella i Przystań.
Zniesiona wraz z atakiem ZSRR na Polskę w 1939 roku. Pod okupacją niemiecką (1941–1945) gminy nie reaktywowano, a jej obszar wszedł w skład gmin Mosty Wielkie (Butyny, Dworce i Przystań) i Turynka (Biesiady i Lubella).
Po II wojnie światowej obszar gminy znalazł się w ZSRR.